# Biographisches Lexikon zur Geschichte der deutschen Sozialpolitik 1871 bis 1945
Le Biographische Lexikon zur Geschichte der deutschen Sozialpolitik 1871 bis 1945 est une encyclopédie en deux volumes contenant des biographies de personnalités dans le domaine de la politique sociale de la période allant de la proclamation de l'Empire allemand (de) en 1871 à la fin du national-socialisme et de la Seconde Guerre mondiale en 1945. Eckhard Hansen et Florian Tennstedt en collaboration avec Karin Christl et d'autres ont édité et rédigé le premier volume paru en 2010 aux éditions kassel verlag university press GmbH, dont le siège est à Cassel, et sous-titré Sozialpolitiker im Deutschen Kaiserreich : 1871 bis 1918.

## Premier tome
Le premier volume est créé dans le cadre d'un projet de recherche approuvé de deux ans par la Fondation allemande pour la recherche (DFG) d'avril 2007 à mars 2009 et dans un autre travail jusqu'en novembre 2010 sous l' (ISBN 978-3-86219-038- 6). En outre, l'Université de Cassel publie le travail avec l' (ISBN 978-3-86219-039-3) sur son site Web avec une recherche en texte intégral sous forme de document PDF. Vous y trouverez, entre autres, des aperçus des lois sociales et des hommes politiques impliqués de la période de 1871 à 1916 ainsi que des "[...] explications historiques de l'aperçu".

## Deuxième tome
Le deuxième tome est publié en 2018. Les éditeurs sont Eckhard Hansen, Christina Kühnemund, Christine Schoenmakers, Florian Tennstedt. Cela signifie qu'un total de plus de 500 curriculum vitae d'experts sélectionnés en politique sociale jusqu'en 1945 sont disponibles.